# Ziemia słupsko-sławieńska
Ziemia słupsko-sławieńska – kraina historyczna, część Pomorza Zachodniego z ośrodkami w Słupsku i Sławnie. Przejściowo związana także z Pomorzem Gdańskim. Polska historiografia często dzieli ten obszar na dwie osobne, choć silnie powiązane ze sobą części – zachodnią (ziemia sławieńska) i wschodnią (ziemia słupska). Około 1294 r. wyodrębniono z ziemi słupsko-sławieńskiej ziemię lęborsko-bytowską.
Ziemia słupsko-sławieńska była główną częścią księstwa słupskiego. Przyjmuje się, że na ziemi słupsko-sławieńskiej istniało księstwo wendyjskie (zwane również sławieńskim).